# Avanti!
Avanti! (česky Vpřed!) byly noviny Italské socialistické strany (PSI), které vycházely v letech 1896 až 1993. Název byl převzat z Vorwärts, novin Sociálnědemokratické strany Německa. První vydání vyšlo v Římě 25. prosince 1896, noviny tehdy vedl Leonida Bissolati.
V roce 1911 bylo sídlo novin přeneseno do Milána. Během první světové války Avanti! nejdříve podporovalo neutralitu Itálie, později se přiklonilo ke vstupu do války pod vlivem svého šéfredaktora Benita Mussoliniho, který podporoval myšlenky iredentismu. Proto byl pak Mussolini odvolán z funkce a vyloučen z PSI. 15. dubna 1919 zapálily fašistické bojůvky sídlo novin v Miláně a Mussoliniho vláda zakázala v roce 1926 jejich vydávání; Avanti! pak vycházelo jako exilový týdeník v Paříži a Curychu.
Noviny se vrátily do Itálie v roce 1943, ale po druhé světové válce, kdy PSI ztratila význam ve srovnání s komunistickou stranu a křesťanskými demokraty, náklad klesal a Avanti! už nikdy nemělo takový vliv jako mezi válkami. V 80. letech však list znovu získal více popularity díky článkům vůdce strany Bettina Craxiho, který své politické analýzy podepisoval pseudonymem Ghino di Tacco.
Noviny byly uzavřeny v roce 1993, protože nebyly ušetřeny krize PSI a dalších velkých stran v důsledku skandálu Tangentopoli. Později ještě vycházelo několik tiskovin se stejným nebo podobným názvem a socialistickou nebo středovou orientací.